# Песчанка (приток Терсы)
Песчанка — река в Саратовской области России. Устье реки находится в 223 км по левому берегу реки Терса (сейчас на этом месте построена дамба малой ГЭС, создавшая водохранилище). Длина реки составляет 16 км. В 4,2 км от устья впадает правый приток — Мокрая.

## Данные водного реестра
По данным государственного водного реестра России относится к Донскому бассейновому округу, водохозяйственный участок реки — Терса, речной подбассейн реки — Бассейн притоков Дона между впадением Хопра и Северского Донца. Речной бассейн реки — Дон (российская часть бассейна).